# Greenville (Oregon, Washington megye)
Greenville az Amerikai Egyesült Államok Oregon államának Washington megyéjében, az Oregon Route 47 mentén elhelyezkedő kísértetváros.
Nevét valószínűleg a környékbeli zöldterületekről kapta. A posta 1871 és 1907 között működött. Az 1870-es években épült iskolát 1990-ben már csak raktárnak használták.
A település a Forest Grove-i tűzoltóság lefedettségébe tartozik.

## Fordítás
- Ez a szócikk részben vagy egészben  a   Greenville, Washington County, Oregon című angol Wikipédia-szócikk ezen változatának fordításán alapul.  Az eredeti cikk szerkesztőit annak laptörténete sorolja fel. Ez a jelzés csupán a megfogalmazás eredetét és a szerzői jogokat jelzi, nem szolgál a cikkben szereplő információk forrásmegjelöléseként.